# Cvijetin Mijatović
Cvijetin Mijatović (8 de janeiro de 1913 − 15 de novembro de 1993)  Foi um político comunista iugoslavo que foi presidente da Iugoslávia de 1980 até 1981.
Em 1941 ele participou de uma batalha armada na Bósnia e Herzegovina.
Foi membro da Liga dos Comunistas da Iugoslávia, diretor do colégio político em Belgrado, editor chefe do jornal "Komunist", embaixador da Iugoslávia na União Soviética, membro do Comitê Central da Liga dos Comunistas da Iugoslávia, secretário-geral e presidente do Comitê Central da Liga dos Comunistas da Bósnia e Herzegovina, membro da presidência da Liga dos Comunistas da Iugoslávia e membro da presidência da Iugoslávia.